# Beats, Rhymes and Life
Albums de A Tribe Called Quest
Midnight Marauders
(1993) The Love Movement
(1998)
Singles
1. 1nce Again
Sortie : 1er juillet 1996
2. Stressed Out
Sortie : 11 novembre 1996

Beats, Rhymes and Life est le quatrième album studio du groupe A Tribe Called Quest, sorti le 30 juillet 1996.
L'album s'est classé 1er au Top R&B/Hip-Hop Albums et au Billboard 200 et a été certifié disque de platine par la Recording Industry Association of America (RIAA) le 27 octobre 1998.
Beats, Rhymes and Life a été produit par le collectif The Ummah, composé de Q-Tip, J Dilla et Ali Shaheed Muhammad, à l'exception d'un titre, The Hop, produit par Rashad Smith.

## Liste des titres
| No  | Titre                                | Contient un (des) sample(s) de | Durée |
| --- | ------------------------------------ | --- | ----- |
| 1.  | Phony Rappers                        | Blind Alley des Emotions | 3:35  |
| 2.  | Get a Hold                           | The Visit (She Was Here) de The Cyrkle | 3:35  |
| 3.  | Motivators                           | If I Ruled the World de Kurtis Blow Budweiser Frogs de Budweiser | 3:20  |
| 4.  | Jam                                  | Dirty Old Bossa Nova du Howard Roberts Quartet Fast Life de Kool G Rap featuring Nas I Got Cha Opin (Remix) de Black Moon | 4:38  |
| 5.  | Crew                                 | Suburban Family Lament de Ruth Copeland | 1:58  |
| 6.  | The Pressure                         | Get Off Your Ass and Jam de Funkadelic Verses From the Abstract de A Tribe Called Quest Jazz (We've Got) de A Tribe Called Quest Electric Relaxation de A Tribe Called Quest Award Tour de A Tribe Called Quest feat. Trugoy the Dove We Can Get Down de A Tribe Called Quest The Chase, Part II de A Tribe Called Quest God Lives Through de A Tribe Called Quest Midnight de A Tribe Called Quest Steve Biko (Stir It Up) de A Tribe Called Quest | 3:02  |
| 7.  | 1nce Again (featuring Tammy Lucas)   | I'm Your Pal de Gary Burton Untitled de Cannonball Adderley Check the Rhime de A Tribe Called Quest What? de A Tribe Called Quest | 3:49  |
| 8.  | Mind Power                           | N.T. de Kool & the Gang Hot Sex de A Tribe Called Quest One Love de Nas featuring Q-Tip | 3:55  |
| 9.  | The Hop                              | Bumpin' Bus Stop de Thunder and Lightning Soft Spirit d'Henry Franklin | 3:27  |
| 10. | Keeping It Moving                    | Roadwork d'Howard Roberts | 3:38  |
| 11. | Baby Phife's Return                  | Sam Enchanted Dick de Jack Bruce God Lives Through de A Tribe Called Quest | 3:18  |
| 12. | Separate/Together                    | Funky Drummer de James Brown | 1:38  |
| 13. | What Really Goes On                  | Make It Funky de James Brown Pain des Ohio Players | 3:23  |
| 14. | Word Play                            | The Watcher de Rodney Franklin | 2:59  |
| 15. | Stressed Out (featuring Faith Evans) | Good Love d'Anita Baker | 4:57  |